# Terra (filmmaatschappij)
Terra Film uit Berlijn was een belangrijke filmproductiemaatschappij in nazi-Duitsland. Ze produceerde onder meer Jud Süß (1940) en Fronttheater (1942), maar ook Wenn die Sonne wieder scheint (1943), een film gebaseerd op De Vlaschaard van Stijn Streuvels.